# Tatjana Skotnikowa
Tatjana Skotnikowa (ros. Татьяна Скотникова, ur. 27 listopada 1978) – rosyjska piłkarka grająca na pozycji pomocnika, zawodniczka krasnoarmiejskiej Rossijanki i reprezentacji Rosji, uczestniczka Mistrzostw Europy w 2001 i w 2009, a także Mistrzostw Świata w 2003.